# تازتوبا
تازتوبا (انگلیسی: Taztuba) یک شهرک در شهرستان بورایفسکی باشقیرستان کشور روسیه است.